# Tân Tiến, La Gi
Tân Tiến là một xã thuộc thị xã La Gi, tỉnh Bình Thuận, Việt Nam.

## Địa lý
Xã Tân Tiến nằm về phía đông thị xã La Gi, cách trung tâm khoảng 10 km, cách thành phố Phan Thiết khoảng 50 km theo tỉnh lộ 719, có vị trí địa lý:
- Phía đông giáp xã Tân Hải
- Phía tây giáp xã Tân Bình
- Phía nam giáp Biển Đông với chiều dài bờ biển khoảng 7 km
- Phía bắc giáp huyện Hàm Thuận Nam.

Xã Tân Tiến có diện tích 44,65 km², dân số năm 2022 là 11.747 người, mật độ dân số đạt 263 người/km².

## Hành chính
Xã Tân Tiến được chia thành 6 thôn: Hiệp Phú, Hiệp An, Hiệp Cường, Hiệp Tín, Hiệp Tiến, Tam Tân.

## Lịch sử
Ngày 5 tháng 9 năm 2005, Chính phủ ban hành Nghị định số 114/2005/NĐ-CP về việc thành lập xã Tân Tiến trên cơ sở 4.171,50 ha diện tích tự nhiên và 9.183 nhân khẩu của xã Tân Hải.